# Are You Passionate?
Albums de Neil Young
Mystery Train
(2001) Greendale
(2003)
Are You Passionate? est un album de Neil Young sorti en 2002 avec Booker T. & the M.G.'s, et Crazy Horse pour le seul titre Goin' Home.

## Historique
She's A Healer est une longue improvisation, une jam de 9 minutes. Let's roll est un hommage à Todd Beamer, l'un des passagers de l'avion écrasé en Pennsylvanie lors de l'attaque terroriste du 11 septembre 2001, dont les derniers mots furent : "Are you ready ? Okay. Let's roll". La voix de Young, souvent haut perchée, est étonnamment grave sur le titre Mr Disappointment.
Booker T. & the M.G.'s est le groupe qui accompagna Neil Young sur scène en 1990 et qui se caractérise par un son soul, rugueux et mélancolique.
Le titre de l'album fait référence à l'album de The Jimi Hendrix Experience de 1967, "Are You Experienced".

## Titres
Tous les titres sont de Neil Young.
| No  | Titre                        | Durée |
| --- | ---------------------------- | ----- |
| 1.  | You're My Girl               | 4:41  |
| 2.  | Mr. Disappointment           | 5:26  |
| 3.  | Differently                  | 6:04  |
| 4.  | (Quit) Don't Say You Love Me | 6:02  |
| 5.  | Let's Roll                   | 5:54  |
| 6.  | Are You Passionate?          | 5:08  |
| 7.  | Goin' Home                   | 8:49  |
| 8.  | When I Hold You in My Arms   | 4:44  |
| 9.  | Be With You                  | 3:32  |
| 10. | Two Old Friends              | 6:15  |
| 11. | She's a Healer               | 9:08  |

## Musiciens
- Neil Young - chant, guitare, piano
- Booker T. Jones - orgue, vibraphone, chant
- Duck Dunn - basse, chant sur Differently
- Steve Potts - batterie, bongos, tambourin
- Frank "Poncho" Sampedro - guitare, chant
- Tom Bray - trompette
- Pegi Young - chant
- Astrid Young - chant

sauf pour Goin' Home (Neil Young & Crazy Horse) :
- Neil Young - chant et guitare
- Frank "Poncho" Sampedro - guitare, chant
- Billy Talbot - basse
- Ralph Molina - batterie, chant